# Josef Wehrli
Josef Wehrli (* 3. Dezember 1954 in Einsiedeln) ein ehemaliger Schweizer Radrennfahrer.

## Sportliche Laufbahn
Wehrli im Strassenradsport aktiv. Als Amateur startete er für den RV Brugg. 1978 wurde er Berufsfahrer im Radsportteam Willora und blieb bis 1983 als Radprofi aktiv. Er gewann 1980 das Eintagesrennen Leimentalrundfahrt vor Gilbert Glaus und 1981 Visp-Grachen. Er bestritt alle Grand Tours, wobei er den Giro d’Italia dreimal und die Tour de France einmal beendete. Das einzige Monument des Radsports, das er beendete, war Mailand–Sanremo 1980 auf Rang 124.

## Grand Tour-Platzierungen
| Grand Tour            | 1979 | 1980 | 1981 | 1982 |
| --------------------- | ---- | ---- | ---- | ---- |
| Vuelta a EspañaVuelta | –    | –    | –    | DNF  |
| Giro d’ItaliaGiro     | 82   | 62   | 66   | –    |
| Tour de FranceTour    | –    | –    | –    | 69   |